# Nessia layardi
Espèce
Synonymes
- Acontias layardi Kelaart, 1853

Nessia layardi est une espèce de sauriens de la famille des Scincidae.

## Répartition
Cette espèce est endémique du Sri Lanka.

## Étymologie
Cette espèce est nommée en l'honneur d'Edgar Leopold Layard.

## Publication originale
- Kelaart, 1853 : Prodromus Faunae Zeylanicae: being Contributions to the Zoology of Ceylon. Self-published by E. F. Kelaart, Colombo.